# 十字韧带
十字韧带又称十字形韧带，是一对像字母X一样排列的韧带。身体的几个关节中都有該韌帶，例如膝关节和寰樞關節，颈部、手指和足部也有十字韧带。十字韧带對关节起到穩定作用。